# Обручев, Владимир Афанасьевич
Влади́мир Афана́сьевич О́бручев (28 сентября [10 октября] 1863, Ржев, Тверская губерния — 19 июня 1956[…], Москва) — русский и советский учёный, писатель-фантаст и популяризатор науки, широко известен как геолог, историк геологии и горного дела, географ и путешественник. Академик Академии наук СССР (1929), Герой Социалистического Труда (1945), лауреат двух Сталинских премий первой степени (1941, 1950). Автор термина «неотектоника» и теории происхождения лёсса.

## Биография
Родился 28 сентября (10 октября) 1863 года в имении своего деда в селе Клепинино Ржевского уезда Тверской губернии.
Был вторым ребёнком в семье штабного офицера Афанасия Александровича Обручева (1833—1881), получившего в 1864 году чин капитана. Дед — Александр Афанасьевич Обручев (1796—1866), генерал, получивший за службу в Польше польские земли. Брат деда — оренбургский военный губернатор генерал от инфантерии Владимир Афанасьевич Обручев. Прадед, Афанасий Фёдорович Обручев (1760—1827), был строителем военных крепостей на западных границах России. Мать — Полина Карловна, в девичестве Гертнер (? — 1917), родом из Ревеля, дочь лютеранского пастора. Брат отца — генерал-майор В. А. Обручев. Сестра отца — М. А. Сеченова — первая в России женщина-офтальмолог, биолог-эволюционист, работавшая в области палеонтологии и геологии; жена академика И. М. Сеченова. Сеченовы радушно принимали Обручева в родовом имении Клепинино, где он пользовался обширной семейной библиотекой.

### Образование

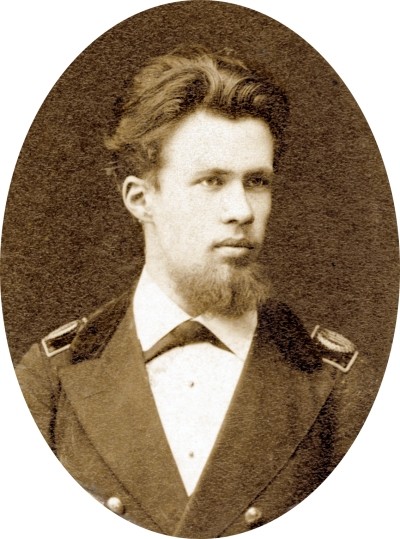
1886 год

Отец часто переезжал по служебным делам, и с трёх до 17 лет Владимир Обручев жил в различных городах Польши, отчего знал польский язык. Получил домашнее начальное образование. Мать владела немецким и французским языками и увлекла его книгами о путешествиях.
Обучение начал в прогимназии Бреста, затем учился в Радомской гимназии, в 1876—1881 годах — в реальном училище города Вильно.
Высшее образование получил в Горном институте Санкт-Петербурга в 1881—1886 годах. В 1885 году проходил практику на Урале.
С 1 августа по 1 декабря 1886 года вёл геологическое исследование в качестве аспиранта при постройке Закаспийской железной дороги. С 1 января по 15 августа 1887 года отбывал воинскую повинность на 4-й батарее лейб-гвардии 2-го артиллерийского полка в Санкт-Петербурге.

### Научная и педагогическая работа
В 1887 году опубликовал первую научную работу «Пески и степи Закаспийской области», которая была удостоена серебряной медали Императорского Русского географического общества.
В 1892—1894 годах участвовал в четвёртой экспедиции Григория Потанина в качестве геолога. В 1895—1898 годах работал начальником горной партии в Восточной Сибири, обеспечивая строительство Транссибирской железнодорожной магистрали. Первый штатный геолог Сибири. В изучении геологии и геоморфологии считал себя преемником геолога, геоморфолога и палеонтолога Ивана Дементьевича Черского, которого знал лично.
После Революции 1905—1907 годов состоял в Конституционно-демократической партии, возглавляя её Томский комитет.
В 1901—1912 годах преподавал в Томском технологическом институте, был первым деканом горного отделения института.
В 1912 году Обручеву пришлось расстаться с преподаванием. Царские чиновники понимали, что уволить вольнодумного учёного с мировым именем неудобно, поэтому ему предложили перейти в другой институт. Однако в других институтах не было кафедры геологии, а в университете, не имея диплома доктора наук, Обручев преподавать не мог. Так учёный с мировым именем оказался в 49 лет на пенсии и вынужден был заняться разбором старых материалов, консультациями, экспертизами. Именно в этот период Обручев написал роман «Плутония».
С 1916 года — почётный член Российского минералогического общества.
В 1918—1921 годах — профессор Таврического университета в Симферополе.
6 февраля 1919 года Обручеву присвоена степень доктора геогнозии и минералогии Советом Донского (бывшего Варшавского) университета в городе Ростов-на-Дону (Всевеликое войско Донское).
В 1921—1929 годах — профессор по кафедре прикладной геологии во вновь организованной Московской горной академии, член правления по учебной части (с 1922).
С 1930 года — председатель комиссии по изучению вечной мерзлоты. В 1939—1956 годах — директор Института мерзлотоведения АН СССР.
3 апреля 1930 года на заседании отделения физико-математических наук АН СССР академик В. А. Обручев избран первым директором Геологического института АН СССР, находившегося тогда в Ленинграде. Утверждён в этой должности Общим собранием Академии наук СССР. С 23 февраля 1933 года руководил Отделом литогенеза и геологии полезных ископаемых. По личной просьбе Обручева 20 октября 1933 года Президиум АН СССР освободил его от должности директора Геологического института и поручил временное исполнение этих обязанностей академику А. А. Борисяку.
Основные темы научных исследований:
- Происхождение лёсса в Центральной и Средней Азии
- Оледенение и вечная мерзлота в Сибири
- Общие вопросы тектоники и тектонического строения Сибири
- Геология месторождений золота Сибири
- Определение «древнего темени» Азии
- История геологического исследования Сибири.

Внёс большой вклад в популяризацию науки. Вёл просветительскую работу среди молодёжи, поддерживая контакты со школами и Домами пионеров. Известна его переписка с учителем-краеведом Н. М. Ревякиным, создателем Хужирского краеведческого музея на Байкале.

### Организационная и редакторская работа
Главный редактор научного журнала Бюллетень Комиссии по изучению четвертичного периода (1932—1940, с 1946)
Главный редактор научного журнала Известия Академии наук СССР. Серия геологическая[когда?]

.
В 1942—1946 годах — академик-секретарь Отделения геолого-географических наук АН СССР.
В 1946—1953 годах — член Президиума АН СССР.
С 1947 года — почётный президент Географического общества СССР.

### Последние годы жизни
В 1944 году бросил курить из-за хронического воспаления лёгких (пневмония).
В 1948 году сильно болел, ослеп на левый глаз (катаракта), не смог лично присутствовать на Ноябрьской сессии геологов в ИГН АН СССР.
Последние годы жизни жил на подмосковной академической даче в Мозжинке и редко выезжал в Москву.
В 1950 году активно вёл переписку, давал отзывы и инструкции в Институт мерзлотоведения, Комиссия по изучению четвертичного периода, Монгольская Комиссия АН СССР и ИГН АН СССР, где работал и в редакции Известия АН СССР серия геологическая и Природа (журнал)
Скончался 19 июня 1956 года. Похоронен в Москве на Новодевичьем кладбище.

## Семья
Первая жена (с февраля 1887 года) — Елизавета Исааковна Лурье (1862[уточнить]—1933). Её племянник Л. Я. Лурье был первым директором издательства «Просвещение» (Учпедгиз), а его дочь, геолог М. Л. Лурье — стала женой среднего сына Обручевых Сергея.
- Старший сын Владимир (1888—1966)[25] — геолог-экономист.
- Средний сын Сергей (1891—1965)[26]— геолог и путешественник, автор научно-популярных книг, член-корреспондент АН СССР (1953), лауреат Государственной премии (1946).
- Младший сын Дмитрий (1900—1970)[27] — палеонтолог, доктор биологических наук, почётный член Нью-Йоркской АН, Линнеевского общества (Лондон).

Вторая жена (с 1935 года) — Ева Самойловна Бобровская (в девичестве Фригоф; 1885, Кишинёв — 1956, Москва). Первым браком была замужем за юристом П. С. Бобровским (1880—1947, Бутырская тюрьма), редактором газеты «Южные ведомости», помощником комиссара Временного правительства в Петрограде, министром труда Крымского краевого правительства. Её сестра Эсфирь Самойловна Фригоф (1887—1956) была замужем за географом, почвоведом Н. Н. Клепининым (1869—1936); в браке родился сын Лев (1910—1938, расстрелян). Одна из сестёр Фригоф, Елизавета, была замужем за А. С. Буткевичем (1859—1942), пчеловодом-экспериментатором, автором пособий по пчеловодству и знакомым Л. Н. Толстого.
- Пасынок (сын Е. С. Бобровской) — Виктор Петрович Бобровский (1906—1979), доктор искусствоведения (1975), музыковед, педагог, член Союза композиторов. Преподавал в Московской государственной консерватории им. П. И. Чайковского и Музыкально-педагогическом институте им. Гнесиных[36]. Внук — Александр Викторович Бобровский (род. 1942)[37], альтист, профессор Московской консерватории, заслуженный артист Российской Федерации.

Двоюродная сестра Ковалевская, Ксения Александровна — проживала в Симферополе. В. А. Обручев часто встречался с ней, пока жил в Симферополе в 1919—1920 годах, когда работал профессором Таврического университета.

## Адреса

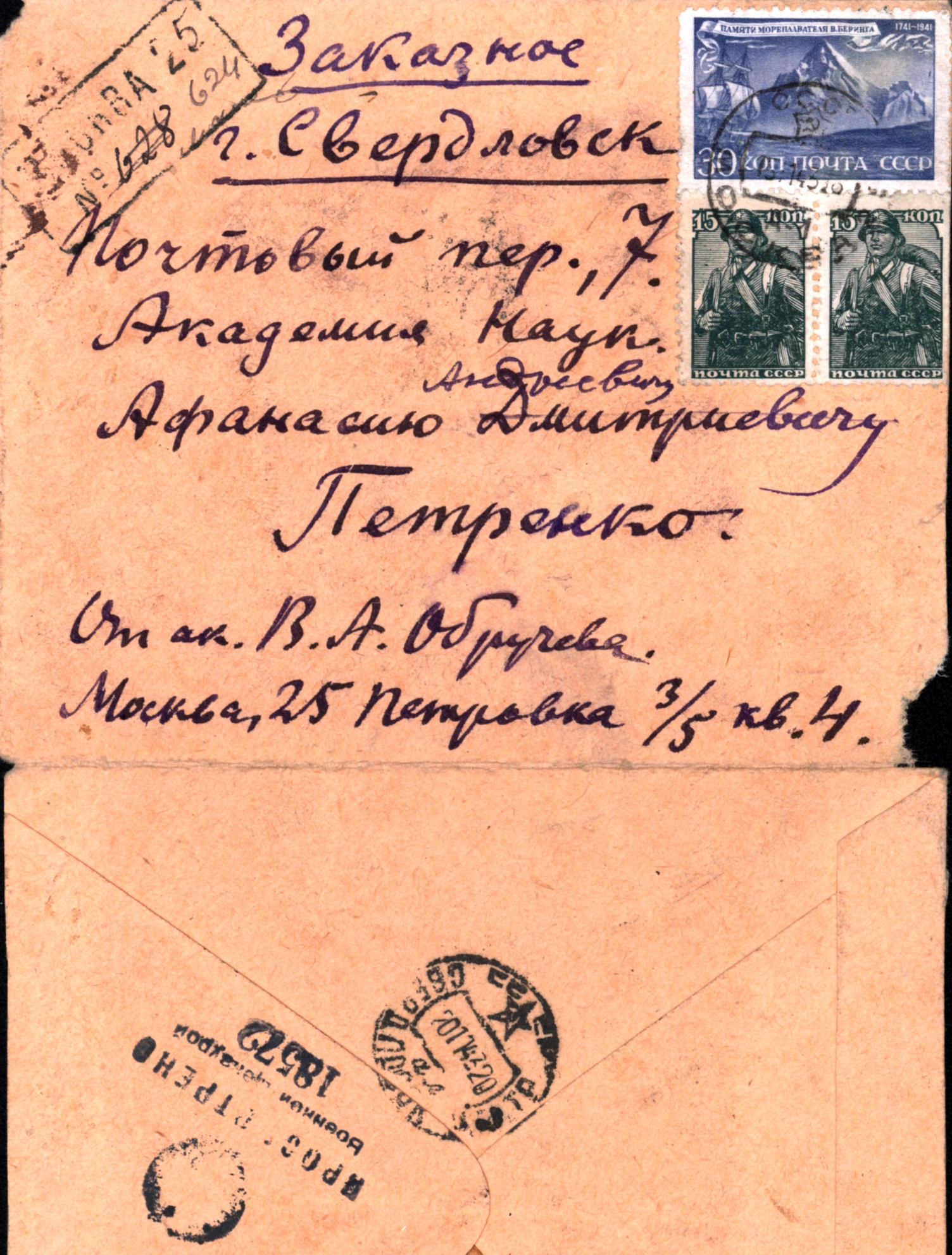
Адрес в Москве (письмо от 14 ноября 1943), ГИН РАН

Проживал и работал в Санкт-Петербурге, Симферополе, Иркутске, Томске и Москве.
Адреса проживания в Москве:
- Улица Петровка, дом 3/5, квартира 4 — Доходный дом Хомякова[39].
- Дом академиков (Москва) — Большая Калужская улица, дом 13 (напротив Московской горной академии, где он работал с 1920-х годов).

После болезни 1948 года часто жил на даче под Звенигородом.

## Награды, премии и звания
- 1894 — премия имени Н. М. Пржевальского ИРГО — за исследования Центральной Азии[41]
- 1895 — Орден Святого Владимира IV степени
- 1896 — Медаль «В память царствования императора Александра III»
- 1896 — Диплом I степени Всероссийской промышленной и художественной выставки — за коллекцию горных пород Восточной Сибири
- 1898 — Премия имени П. А. Чихачёва, Парижская академия наук — за исследования Центральной Азии
- 1900 — Константиновская медаль Императорского Русского географического общества — за труды по геологии Азии[42]
- 1901 — Большая золотая Николаевская медаль ИРГО
- 1919 — Премия имени И. А. Иванова, Российская академия наук (1917—1925)
- 1925 — Премия имени П. А. Чихачёва, Парижская академия наук
- 1926 — Премия имени В.И. Ленина — за книгу «Geologie von Sibirien»
- 1927 — Заслуженный деятель науки РСФСР
- 1938 — Орден Трудового Красного Знамени (27 октября) — в связи с 50-летием научной деятельности[43]
- 1941 — Сталинская премия I степени (13 марта) — за трёхтомную научную работу «Геология Сибири» (1935—1938)
- 1943 — Орден Ленина (9 октября) — за выдающиеся заслуги в области развития геологии, в связи с 80-летиям со дня рождения
- 1945 — Медаль «За доблестный труд в Великой Отечественной войне 1941—1945 гг.»
- 1945 — Герой Социалистического Труда (10 июня)— за выдающиеся научные достижения в области геологии, особенно за исследования геологии Сибири и Центральной Азии, за теоретическую разработку тектоники рудных месторождений, создание основ новой науки о вечной мерзлоте, а также за многолетнюю плодотворную работу по подготовке кадров геологов
- 1945 — Орден Ленина (10 июня)— за выдающиеся научные достижения в области геологии, особенно за исследования геологии Сибири и Центральной Азии, за теоретическую разработку тектоники рудных месторождений, создание основ новой науки о вечной мерзлоте, а также за многолетнюю плодотворную работу по подготовке кадров геологов
- 1946 — Медаль «За доблестный труд в Великой Отечественной войне 1941—1945 гг.»
- 1946 — Медаль «25 лет Монгольской народной революции»
- 1947 — Золотая медаль имени А. П. Карпинского[44][45]
- 1947 — Медаль «В память 800-летия Москвы»
- 1947 — Медаль имени Л. Лочи Венгерского географического общества
- 1948 — Орден Трудового Красного Знамени (Монголия)
- 1948 — Орден Ленина — за выдающиеся общественную и научную деятельность
- 1950 — Сталинская премия I степени — за многотомный научный труд «История геологического исследования Сибири» (1931—1949)
- 1953 — Орден Ленина (9 октября) — за выдающиеся заслуги в области науки и связи с 90-летием со дня рождения

## Членство в обществах и организациях
- 1887 — Русское географическое общество, почётный член с 1917
- Общество любителей естествознания, антропологии и этнографии, почётный член с 1912
- Московское общество испытателей природы, почётный член с 1913
- Российское минералогическое общество, почётный член с 1916
- Российское общество по изучению Крыма, почётный член с 1924
- Комиссия по изучению четвертичного периода, председатель с 1939
- Всесоюзное общество распространения политических и научных знаний, почётный член с 1948

Иностранные:
- 1898 — Общество землеведения в Берлине
- 1910 — Венгерское географическое общество
- 1917 — Королевское географическое общество в Лондоне
- 1923 — Гамбургское географическое общество
- 1923 — Китайское геологическое общество
- 1925 — Германская академия естествоиспытателей «Леопольдина»
- 1930 — Геологическое общество Америки
- 1932 — Американское географическое общество
- 1941 — Американский музей естественной истории
- 1946 — Геологическое общество Лондона

## Память
Именем В. А. Обручева были названы:

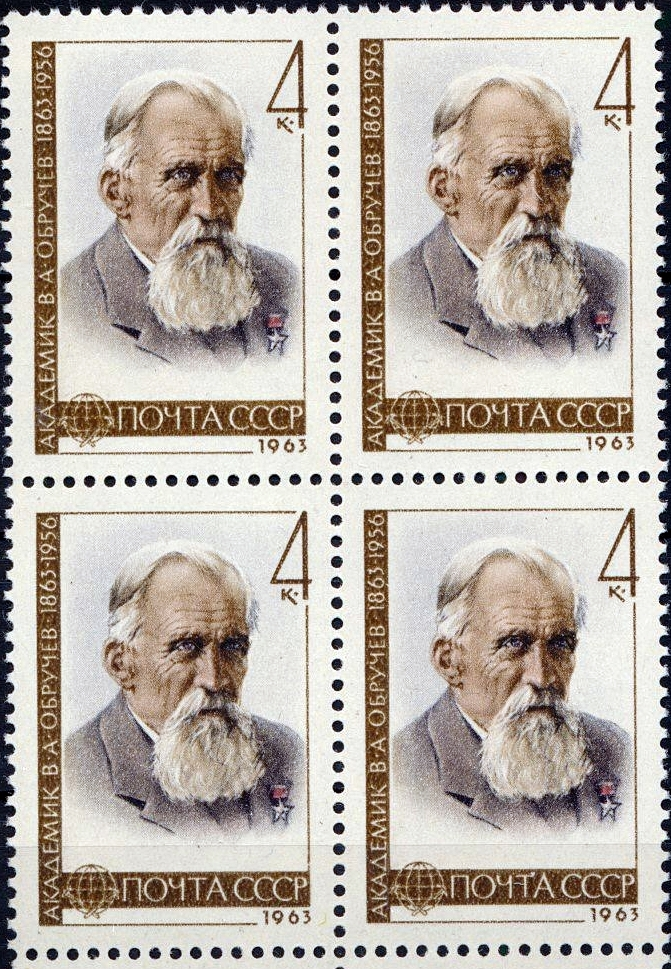
Почтовая марка СССР в честь 100-летия со дня рождения В. А. Обручева

Могила на Новодевичьем кладбище

- Астероид Обручев (Obruchev) — 1979 FJ2 (3128). Открыт 23 марта 1979 года в Крымской астрофизической обсерватории Н. С. Черных;
- Кратеры на Луне: кратер Обручев («Obruchev») — (-38,67º, 162,43º), диаметр 72,23 километра. Древний ударный кратер в южном побережье Моря Мечты на обратной стороне Луны. Название утверждено Международным астрономическим союзом в 1970 г. Образование кратера относится к нектарскому периоду. Кратеры-сателлиты: кратер Обручев М (Obruchev M, −40,35º, 162,38º) — диаметр 47,89 километров; кратер Обручев T (Obruchev T, −38,13º, 157,99º) — диаметр 19,02 километров; кратер Обручев V (Obruchev V, −36,42º, 158,62º) — диаметр 34,11 километра; кратер Обручев X (Obruchev X, −34,74º, 159,81º) — диаметр 22,22 километра;
- Горный факультет Томского политехнического института;
- Институт мерзлотоведения имени В. А. Обручева АН СССР в Москве (до 1963);
- Краеведческий музей в городе Кяхта, Республика Бурятия (1940);
- Лаборатория рудных месторождений и полезных ископаемых Томского политехнического института в г. Томске;
- Буксирный катер Волжского речного пароходства, катер Байкальского лимнологического института Сибирского отделения Академии наук, экспедиционное судно Института океанологии Академии наук получили название «Академик В. А. Обручев»;
- Один из двенадцати районов Юго-Западного административного округа г. Москвы — Обручевский район[46]. На территории округа расположена улица Обручева (районы Коньково, Обручевский, Черёмушки)[47];
- Улица Обручевых (Санкт-Петербург) получила название в 1967 году в память о русских учёных, отце и сыне: Владимире Афанасьевиче и Сергее Владимировиче Обручевых;
- Улица Обручева — в Воронеже;
- Улица Обручева в г. Прокопьевск, Кемеровская область;
- Улица В. А. Обручева в г. Томск, Томская область, была образована в 1996 году;
- В Неманском районе Калининградской области расположен посёлок Обручево (Гросс Вингснупёнен — до 1938 года, Гросс Винген — до 1946 года)[48];
- Минерал обручевит, и обручевит — минерал из класса природных битумов (асфальтит), открытый в 1932 г. в Джунгарии (Синьцзян, КНР);
- Вулкан Обручева — потухший вулкан, расположенный в 108,7 км на юго-восток от Читы. Памятник природы[49];
- Гора Обручева — гора в верховьях реки Снежной на Хамар-Дабане и вулкан Обручева в долине Витима в Читинской области[50];
- Перевал Обручева на хребте Ледяной мыс (северный отрог Заалайского языка ледника Корженевского (Памир)[51][52];
- Ледник Обручева на острове Гукера в архипелаге Земли Франца-Иосифа, Баренцево море;
- Оазис Обручева — антарктический прибрежный оазис, расположенный на 66°35' ю. ш. и 99°45' в. д. между выводными ледниками Денмена и Скотта, в восточной части Земли Королевы Мэри (Восточная Антарктида)[53];
- Обручевская холмистая возвышенность в Лебапском велаяте Туркменистана[54];
- Вулкан Обручева — Тунгокоченский район, Забайкальский край, Дальневосточный федеральный округ[49];
- Котловина Обручева — к северу от горного хребта Нэмэгэту в Западной Монголии;
- Река Обручева в бассейне реки Бахты, притока Енисея в Красноярском крае;
- Обручевский сброс на берегу озера Байкал[55][56];
- Грязевая сопка Обручева, Крым;
- Обручевский минеральный источник, открытый ученым в долине реки Кача, полуостров Крым;
- Пик Обручева — горный пик в горах Нянь-Шань в Центральной Азии.

Также названы топонимы, организации и прочие объекты, среди них:
- Гора Обручева — гора в верховьях реки Витим[57]
- Гора Обручева (Антарктида) — 68°54′ ю. ш. 154°10′ в. д.HGЯO)
- Вулкан Обручева — грязевой вулкан, Керченский полуостров
- Ледник Обручева (Антарктида) — 66°32′ ю. ш. 99°40′ в. д.HGЯO
- Оазис Обручева (Антарктида) — 66°33′ ю. ш. 99°47′ в. д.HGЯO[58].
- Обручевская степь — Юго-Восточные Каракумы[59].
- Обручевский район — Москва
- Пик Обручева — Наньшань (горы), Китай
- Подводная возвышенность Обручева — Тихий океан у берегов Камчатки
- Потухший вулкан Обручева — Забайкалье (уточнить какого Обручева)
- Улица Обручева (Москва)
- Хребет Обручева — горный хребет в Туве, протяженностью 250 км, высотой до 2895 м.

Организации:
- Кяхтинский краеведческий музей (Кяхта, Кяхтинский район, Республика Бурятия)
- Научно-техническая библиотека Национального исследовательского Томского политехнического университета (1988)
- Институт мерзлотоведения имени В. А. Обручева АН СССР (до 1963 г.)

А также:
- Владимир Обручев (судно) — научно-исследовательское судно
- Обручевит — минерал
- Премия имени В. А. Обручева, с 1938 года АН СССР — за лучшие работы по геологии Сибири, РАН — за лучшие научные работы по геологии Азии.

- Выпущена почтовая марка СССР, посвящённая В. А. Обручеву (1963)[60];
- По инициативе и на средства иркутских геологов 27 июня 1986 года был открыт памятник В. А. Обручеву в Иркутске[61], а также установлены мемориальные доски в его честь: на доме, где он жил, и на здании, где он работал[62];
- В Томске 9 сентября 2010 года установлен бюст В. А. Обручева в начале Аллеи Геологов, идущей вдоль проспекта Кирова от Горного корпуса Томского политехнического университета[63].

#### Палеонтологические названия
По решению Центрального совета Палеонтологического общества, с 1985 года в Ежегоднике ВПО стали публиковаться палеонтологические названия в алфавитном порядке фамилий специалистов, в чью честь названы таксоны. В честь В. А. Обручева названы следующие организмы и растения:
- Erbocyathus obrutschevi Vologdin, 1928 — археоциаты, нижний кембрий Хакасии.
- Ethmophyllum obrutschevi Vologdin, 1938 — археоциаты, нижний кембрий Тувы.
- Poletaevacyathus obrutschevi Vologdin, 1957 — археоциаты, нижний кембрий Кузнецкого Алатау.
- Polycyathus obrutschevi Vologdin, 1928 — археоциаты, нижний кембрий Хакасии.
- Labechia obrutchevi Riabinin, 1928 — строматопораты, верхний силур Сибири.
- Stromatopora obrutschevi Yavorsky, 1955 — строматопораты, нижний силур Сибири.
- Syringostroma obrutchevi Radugin, 1938 — строматопораты, средний девон Кузбасса.
- Caninia obrutschewi К. Gabunia, 1919 — кораллы, нижний карбон Кузбасса.
- Propora obrutschewi Kovalevsky, 1968 — кораллы, нижний силур Казахстана.
- Obrucheviaspis Ivshin, 1953 — трилобиты, верхний кембрий Казахстана.
- Caninia obrutschewi К. Gabunia, 1919 — трилобиты, нижний кембрий Приангарья.
- Ulugkemia obrutchevi Novojilov, 1955 — филлоподы, средний девон Тувы.
- Schizocupes obrutschevi Rohdendorf, 1961 — насекомые, верхняя пермь Кузбасса.
- Obrutcheviella Khalfin, 1949, бывш. Obrutchevia — двустворчатые моллюски, нижний девон Алтая.
- Anthraconauta obrutscheviana Ragozin, 1961 — двустворчатые моллюски, верхняя пермь Кузбасса.
- Corbicula obrutschewi Sturany, 1901 — двустворчатые моллюски, четвертичные отложения Китая.
- Naiadites obrutschevi Ragozin, 1954 — двустворчатые моллюски, верхний карбон Кузбасса.
- Pterosirenites obrucevi Bajarunas, 1932 — головоногих моллюски, верхний триас Северо-Востока России.
- Baicalia obrutschewi Martinson, 1955 — брюхоногие моллюски, миоцен Китая.
- Buliminus obrutschewi Sturany, 1901 — современные брюхоногие Китая.
- Cathaica obrutschewi Sturany, 1901 — современные брюхоногие Китая.
- Limnaea obrutschewi Reis, 1910 — верхняя юра Забайкалья.
- Platypetasus obrutschewi Sturany, 1901 — современные брюхоногие Китая.
- Gusarella obruchevi Pojarisskaja, 1968 — замковые брахиоподы, верхняя юра Гиссара.
- Actinophycus obrutschevi Korde, 1954 — цианобактерии, верхний кембрий бассейна р. Ангара.
- Newlandia obrutchevi Krasnopeevа, 1940 — цианобактерии, верхний протерозой Кузнецкого Алатау.
- Protobarinophyton obrutschevii Ananiev, 1954 — риниевые растения, нижний девон Минусы.
- Pleuromeia obrutschewi Eliascbewitsch, 1926 — плауновидные растения, нижний-средний триас Приморья.
- Ginkgo obrutschewi Seward, 1911 — гинкговые растения.

### Научные труды
Автор более 450 научных трудов по наукам о Земле, среди них:
- Пески и степи Закаспийской области // Изв. РГО. 1887. Т. 23. №. 2. — С. 174—190. Отд. изд. СПб.: тип. А. С. Суворина, 1888. — 17 с.
- Закаспийская низменность: Геол. и орографич. очерк по данным, собранным во время экскурсий в 1886—1888 гг.: С прил. 3 табл., чертежей и эскизов / [Соч.] Горн. инж. В. А. Обручева; Под ред. Н. В. Мушкетова. — СПб.: Тип. Имп. Акад. наук, 1890. — [4], 271 с.; 3 л. ил. — (Записки имп. рус. геогр. о-ва по общей географии; Т. ХХ, № 3).
- Геологическое исследование Олекминско-Витимской горной страны и её золотоносных россыпей в 1890 году. Иркутск, 1891. — 77 с. + 3 л. карт.
- Орография Центральной Азии и её юго-восточной окраины: Краткий отчет об экспедиции 1892—1894 гг., выполненной по поручению Русского географического общества // Изв. РГО. 1895. Т. 31. Вып. 3. — С. 253—344.
- Природа и жители Центральной Азии и её юго-восточной окраины: (Три публичные лекции, прочитанные в Петербурге весной 1895 г., и в Иркутске весной 1896 г.) // Землеведение. 1896. Кн. 2. — С. 1—72.
- Путевые дневники, касающиеся Восточной Монголии, провинций Чжили, Шаньси, Шеньси и Ганьсу, Ордоса, Алашаня и Восточного Наньшаня // Центральная Азия. Северный Китай и Наньшань: отчет о путешествии, совершенном по поручению Русского географического общества в 1892—1894 гг. СПб., 1900. Т. 1. — 631 с.
- Воспоминания о профессоре И. В. Мушкетове. — Ежегодник по геол. и минерал. России, 1902, т. 6, вып. 1, с. 37 — 43.
- Путевые дневники, касающиеся Центральной Монголии, Джунгарии и горных систем Бэйшаня, Наньшаня, Восточного Тянь-шаня и Цзинлишаня // Центральная Азия. Северный Китай и Наньшань: отчет о путешествии, совершенном по поручению Русского географического общества в 1892—1894 гг. СПб., 1901. Т. 2. — 689 с.
- К вопросу о происхождении лёсса. (В защиту эоловой гипотезы) / В. А. Обручев. — Томск: Типо-литогр. сиб. т-ва печ. дела, 1911. — 38 с.
- Западная Сибирь: (районы Кокчетавский и всего Алтая с Салаирским кряжем и Кузнецким Алатау) // Геологический обзор золотоносных районов Сибири. СПб., 1911. Ч. 1. — 142 с.
- Алтайские этюды: О тектонике Русского Алтая // Землеведение. 1915. Кн. 3. — С. 1—71.
- Илинское золоторудное месторождение в Восточном Забайкалье, 1916[67].
- Геологический обзор Сибири. М.: Госиздат, 1927. — 376 с.
- Геология Сибири, монография, 3 тома, 1935—1938
- Избранные работы по географии Азии — Москва: Географгиз, 1951. — Т. 1. — 582 с.
- Избранные работы по географии Азии — Москва: Географгиз, 1951. — Т. 2. — 446 с.
- Избранные работы по географии Азии — Москва: Географгиз, 1951. — Т. 3. — 444 с.
- История геологического исследования Сибири — Ленинград : Акад. наук СССР, 1931—1959. — 5 т. — (Труды Комиссии по истории знаний / Акад. наук СССР).
- Тунгусский угленосный бассейн, 1933
- Мои путешествия по Сибири — Москва; Ленинград: Изд-во и 2-я тип. Изд-ва Акад. наук СССР, 1948 (Москва). — 275 с.: ил., 1948
- Бассейн р. Бодайбо: [Предвар. отчет] // Геологические исследования в золотоносных областях Сибири: Ленский золотоносный район. Вып. 2. СПб.: тип. М. М. Стасюлевича, 1903. — С. 1—57: карт.
- Геологические исследования в Барлыке, Майли и Джаире летом 1909 года: [Краткий отчет] — Томск : типо-лит. Сиб. т-ва печ. дела, 1910.— [1], 9 с.
- Бассейн р. Накатами и его золотые прииски — Томск: Типо-лит. Сибирского т-ва печатного дела, 1909. — 47 с., 1 л. ил.
- К орографии и геологии Калбинского хребта — Томск: Тип. Дома трудолюбия, 1912. — 21 с.
- Геологические исследования в Калбинском хребтке (Западный Алтай) в 1911 // Ежегодник по геологии и минералогии России. 1911. Т. 14. Вып. 9. С. 255—269: карт.
- Григорий Николаевич Потанин: краткий очерк его жизни и деятельности. — М., 1916
- Экспедиция в Джаир, Семистай и Уркашар (в Западной Джунгарии) в 1906 году: с приложением карты // Известия Томского Технологического Института [Известия ТТИ]. — 1908. — Т. 9, № 1.
- Геологические исследования в Барлыке, Майли и Джаире, летом 1909 года: краткий отчёт // Известия Томского Технологического Института [Известия ТТИ]. — 1910. — Т. 20, № 4.
- Geologie von Sibirien. By W. A. Obrutschew. Forts, d. Geol. u. Pal., Heft 15. pp. xix + 572, with 10 plates, 60 text figs., and a map. Berlin: Borntraeger, 1926.

### Научно-популярные статьи и книги
В 1914 году в журнале «Природа» Обручев начинает публиковать научно-популярные статьи по геологии и палеонтологии.
- Дельфины (морские фонтаны) Гавайи, 1914.
- Новый сибирский метеорит // Природа. 1916, № 4. Стлб. 497.
- Новое месторождение нефти // Природа. 1916, № 7/8. Стлб. 919.
- Происхождение Телецкого озера// Природа. 1916, № 11. Стлб. 1321—1322.
- Древние вулканы в Южной Африке // Природа. 1916, № 7/8. Стлб. 921—922.
- Образование гор и рудных месторождений. Л.: Изд-во АН СССР, 1932. — 149 с.; 2-е изд., доп. М.; Л.: Изд-во АН СССР, 1942. — 197 с.
- К поискам тунгусского метеорита // Природа. 1933, № 5/6. Стлб. 113—114.
- Новое в проблеме происхождения Байкала. Природа, № 3, 1953.
- Обручев В. А., Зотина М. И. Эдуард Зюсс. — М.: Молодая гвардия, 1937. — 229 с. — (Жизнь замечательных людей)
- По горам и пустыням Средней Азии. — Москва-Ленинград: Изд-во Акад. наук СССР, 1948.
- От Кяхты до Кульджи: Путешествие в Центральную Азию и Китай: [1892—1894 гг.]. М.; Л.: Изд-во АН СССР, 1940. — 236 с. (Научно-популярная сер.).
- Основы геологии: (Популярное изложение). М.; Л.: Госгеолиздат, 1944. 460 с.; Переиздание Архивная копия от 4 декабря 2020 на Wayback Machine 1947. 328 с.; Рига: Латгосиздат, 1948. 364 с.; В 11 кн. Тбилиси: Техн. до шорма, 1949—1950; 1953. 339 с.; Алма-Ата: Изд-во АН КазССР, 1950. 366 с.; Перераб. и доп. изд. М.: Изд-во АН СССР, 1956. 360 с.; на корейск. яз. М., 1958. 440 с.; на англ. яз. М.: ИЛ, 1959. 372 с.: на фр. яз. 1959. 289 с.

### Учебники
- Курс петрографии. — Томск: Изд-во Томск. технол. ин-та, 1905. — 578 с. (литогр.).
- Полевая геология / В. А. Обручев. — Изд. 4-е. — Москва; Ленинград: Государственное горное НТИ, 1932. — Т. 1. — 306 с.; Т. 2. — 322 с.
- Рудные месторождения. — Москва: Московская горная академия, 1928. — Ч. 1. — 144 с.

### Приключенческая и научно-фантастическая литература
- 1911 — Эоловый город
- 1910-е — 1920-е гг. — Тепловая шахта (неоконченная повесть[68][69])
- 1915 — Плутония, научно-фантастический роман.
- 1924 — Земля Санникова
- 1928 — В дебрях Центральной Азии
- 1928 — Золотоискатели в пустыне
- 1929 — Рудник «Убогий»
- 1957 — Коралловый остров
- 1961 — Путешествия в прошлое и будущее

### Письма
C 1958 года в ГИН РАН собираются научные и рабочие письма В. А. Обручева.
Известно около 1500 писем В. А. Обручева, некоторые отрывки из них, в 1964 году были опубликованы в собрании его сочинений.
- Более 900 писем изучаются и подготовлены к публикации в Геологическом институте РАН[73][74].
- Письма В. А. Обручева Э. Зюссу хранятся в Венском университете и подготовлены к печати[75].
- Переписка В. А. Обручева в Архиве РАН, Москва[76]